# Tavernes
Pour les articles homonymes, voir Taverne, Les Tavernes, Tavernier et Taverny.
Tavernes est une commune française située dans le département du Var en région Provence-Alpes-Côte d’Azur.

## Géographie

### Communes limitrophes
|         | La Verdière | Montmeyan   |
| Varages | Tavernes    | Fox-Amphoux |
|         | Barjols     | Pontevès    |

### Accès
Le village de Tavernes se situe à proximité de la commune de Barjols, à 26 km de Brignoles et de Saint-Maximin-la-Sainte-Baume. L'accès à Tavernes se fait via la D554 ou la D71.
Jusqu'en 1950, la commune a été desservie par la ligne Central-Var (le train des Pignes), à la gare de Barjols.

### Sismicité
Il existe trois zones de sismicité dans le Var
- zone 0 : risque négligeable. C'est le cas de bon nombre de communes du littoral varois, ainsi que d'une partie des communes du centre Var. Malgré tout, ces communes ne sont pas à l’abri d’un effet tsunami, lié à un séisme en mer ;
- zone Ia : risque très faible. Concerne essentiellement les communes comprises dans une bande allant de la montagne Sainte-Victoire au massif de l'Esterel ;
- zone Ib : risque faible. Ce risque, le plus élevé du département mais qui n'est pas le plus haut de l'évaluation nationale, concerne 21 communes du nord du département.

La commune de Tavernes est en zone sismique de très faible risque Ia.

### Climat
Pour des articles plus généraux, voir Climat de Provence-Alpes-Côte d'Azur et Climat du Var.
En 2010, le climat de la commune est de type climat méditerranéen franc, selon une étude du Centre national de la recherche scientifique s'appuyant sur une série de données couvrant la période 1971-2000. En 2020, Météo-France publie une typologie des climats de la France métropolitaine dans laquelle la commune est exposée à un climat méditerranéen et est dans la région climatique  Provence, Languedoc-Roussillon, caractérisée par une pluviométrie faible en été, un très bon ensoleillement (2 600 h/an), un été chaud (21,5 °C), un air très sec en été, sec en toutes saisons, des vents forts (fréquence de 40 à 50 % de vents > 5 m/s) et peu de brouillards. 
Pour la période 1971-2000, la température annuelle moyenne est de 12,9 °C, avec une amplitude thermique annuelle de 16,5 °C. Le cumul annuel moyen de précipitations est de 789 mm, avec 6,5 jours de précipitations en janvier et 2,8 jours en juillet. Pour la période 1991-2020, la température moyenne annuelle observée sur la station météorologique de Météo-France la plus proche, « Varages », sur la commune de Varages à 5 km à vol d'oiseau, est de 14,3 °C et le cumul annuel moyen de précipitations est de 786,8 mm. 
La température maximale relevée sur cette station est de 44,5 °C, atteinte le 28 juin 2019 ; la température minimale est de −12,5 °C, atteinte le 2 mars 2005,,. 
Les paramètres climatiques de la commune ont été estimés pour le milieu du siècle (2041-2070) selon différents scénarios d'émission de gaz à effet de serre à partir des nouvelles projections climatiques de référence DRIAS-2020. Ils sont consultables sur un site dédié publié par Météo-France en novembre 2022.

## Urbanisme

### Typologie
Au 1er janvier 2024, Tavernes est catégorisée bourg rural, selon la nouvelle grille communale de densité à sept niveaux définie par l'Insee en 2022.
Elle est située hors unité urbaine et hors attraction des villes,.

### Occupation des sols
L'occupation des sols de la commune, telle qu'elle ressort de la base de données européenne d’occupation biophysique des sols Corine Land Cover (CLC), est marquée par l'importance des forêts et milieux semi-naturels (73,8 % en 2018), une proportion sensiblement équivalente à celle de 1990 (73,7 %). La répartition détaillée en 2018 est la suivante : 
forêts (71,6 %), terres arables (10,1 %), cultures permanentes (9,9 %), zones agricoles hétérogènes (3,5 %), zones urbanisées (2,7 %), milieux à végétation arbustive et/ou herbacée (2,2 %). L'évolution de l’occupation des sols de la commune et de ses infrastructures peut être observée sur les différentes représentations cartographiques du territoire : la carte de Cassini (XVIIIe siècle), la carte d'état-major (1820-1866) et les cartes ou photos aériennes de l'IGN pour la période actuelle (1950 à aujourd'hui).

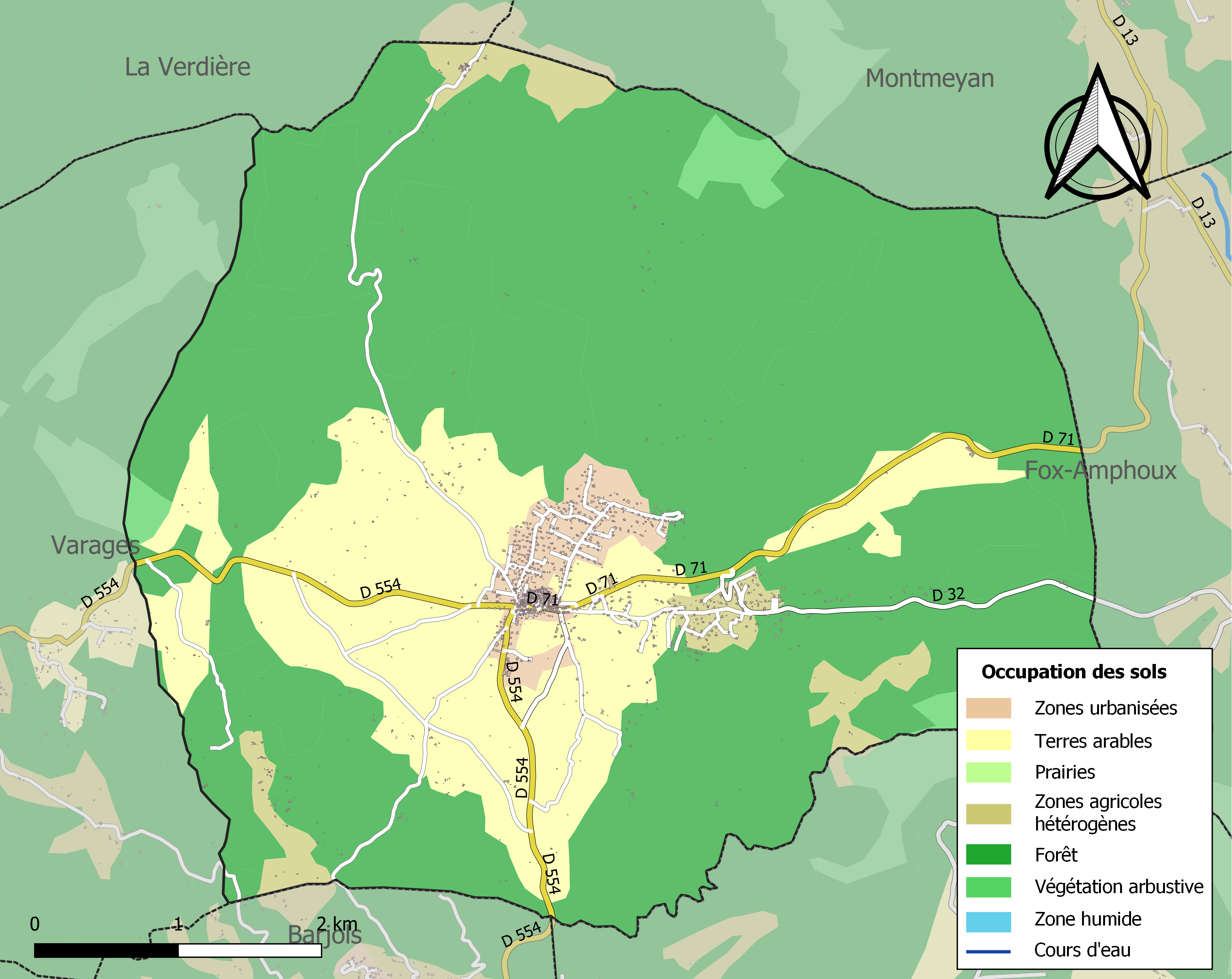
Carte des infrastructures et de l'occupation des sols de la commune en 2018 (CLC).

## Toponymie
Tavernes s'écrit Tavernas en occitan classique et Taverno en provençal de norme mistralienne.[réf. nécessaire]

## Histoire
Au Haut Moyen Âge il semble que l’abbaye Saint-Victor de Marseille ait eu à Tavernes une « colonica », c’est-à-dire une exploitation rurale.
Dès 1252, les Pontevès possèdent la moitié du castrum, l’autre moitié étant partagée entre les Cadarache et les comtes de Provence. Au cours de l’histoire, la seigneurie passe entre différentes mains pour finir dans celles du duc de Bourbon qui en est le dernier seigneur.
Dès le XVIIIe siècle, l’économie du village se développe autour de la production de blé, de vin et d’olives. Le bourg compte alors plusieurs moulins à huile, deux fabriques de draps et une de charbon. De plus, au tout début du XXe siècle, de nombreuses petites mines de bauxite sont exploitées.

## Héraldique
|  | Les armoiries de Tavernes se blasonnent ainsi : D’or à la fasce de gueules chargée d’une étoile d’argent. |

## Politique et administration
| Période                                  | Période   | Identité                              | Étiquette   | Qualité                         |
| ---------------------------------------- | --------- | ------------------------------------- | ----------- | ------------------------------- |
| 1790                                     | 1790      | Joseph Fabre                          |             | Propriétaire                    |
| 1790                                     | 1791      | Joseph Aubert                         |             | Potier à terre                  |
| 1791                                     | 1792      | Jean-André Rougier                    |             | Propriétaire                    |
| 1792                                     | 1800      | Jean Mariny                           |             | Propriétaire                    |
| 1800                                     | 1804      | Hyacinthe Aubert                      |             | Négociant                       |
| 1804                                     | 1808      | Pierre Fabre                          |             | Propriétaire                    |
| 1808                                     | 1813      | Victor Rousseng                       |             | Négociant                       |
| 1813                                     | 1821      | André-Saturnin-Hilaire Gayon          |             | Propriétaire                    |
| 1821                                     | 1824      | Alexandre Aubert                      |             | Propriétaire                    |
| 1824                                     | 1826      | Louis-Joseph-Marie Mariny             |             | Propriétaire                    |
| 1826                                     | 1830      | André-Nicolas Peiron                  |             | Propriétaire                    |
| 1830                                     | 1836      | Charles-Saturnin-Jean-Baptiste Imbert |             | Officier de santé               |
| 1836                                     | 1840      | Antoine-Thomas Gaze                   |             | Propriétaire                    |
| 1840                                     | 1843      | André-Nicolas Peiron                  |             | Propriétaire                    |
| 1843                                     | 1848      | Antoine-Thomas Gaze                   |             | Propriétaire                    |
| 1848                                     | 1852      | Henry Fabre                           |             | Propriétaire                    |
| 1852                                     | 1853      | Joseph Aubert                         |             | Propriétaire                    |
| 1853                                     | 1860      | Charles-Saturnin-Jean-Baptiste Imbert |             | Officier de santé               |
| 1860                                     | 1861      | Alphonse Gaze                         |             | Docteur en médecine             |
| 1861                                     | 1861      | Louis-Marie-Joseph Mariny             |             | Propriétaire                    |
| 1861                                     | 1863      | Jules Sabattier                       |             | Propriétaire                    |
| 1863                                     | 1865      | Clément-Antoine-Alexandre Paul        |             | Notaire                         |
| 1865                                     | 1868      | Jean-Baptiste Barrème                 |             | Propriétaire                    |
| 1868                                     | 1871      | Clément-Antoine-Alexandre Paul        |             | Notaire                         |
| 1871                                     | 1881      | Fortuné Bourjac                       |             | Propriétaire                    |
| 1881                                     | 1884      | Marius Barlatier                      |             | Propriétaire                    |
| 1884                                     | 1890      | Alfred Gaze                           |             | Propriétaire                    |
| 1890                                     | 1892      | Émilien Roussenq                      |             | Propriétaire                    |
| 1892                                     | 1900      | Alfred Gaze                           |             | Propriétaire                    |
| Les données manquantes sont à compléter. |           |                                       |             |                                 |
| Les données manquantes sont à compléter. |           |                                       |             |                                 |
| mars 1971                                | Mars 1983 | Elie Rouvier                          |             | Officier du mérite agricole     |
| mars 1983                                | mars 1989 | René Rajola                           |             |                                 |
| mars 1989                                | mars 2001 | Charles Fiterman                      | PCF puis PS | Ancien ministre                 |
| mars 2001                                | mars 2014 | Danièle Sault                         |             |                                 |
| mars 2014                                | mai 2020  | Annie Charrier                        |             |                                 |
| mars 2020                                | En cours  | Didier Vauzelle                       |             | Retraité de la police nationale |
| Les données manquantes sont à compléter. |           |                                       |             |                                 |

## Démographie
L'évolution du nombre d'habitants est connue à travers les recensements de la population effectués dans la commune depuis 1793. Pour les communes de moins de 10 000 habitants, une enquête de recensement portant sur toute la population est réalisée tous les cinq ans, les populations de référence des années intermédiaires étant quant à elles estimées par interpolation ou extrapolation. Pour la commune, le premier recensement exhaustif entrant dans le cadre du nouveau dispositif a été réalisé en 2004.

En 2022, la commune comptait 1 444 habitants, en évolution de +3,44 % par rapport à 2016 (Var : +4,98 %, France hors Mayotte : +2,11 %).
| 1793  | 1800  | 1806  | 1821  | 1831  | 1836  | 1841  | 1846  | 1851  |
| ----- | ----- | ----- | ----- | ----- | ----- | ----- | ----- | ----- |
| 1 506 | 1 536 | 1 454 | 1 391 | 1 517 | 1 485 | 1 404 | 1 334 | 1 325 |

| 1856  | 1861  | 1866  | 1872  | 1876  | 1881  | 1886  | 1891 | 1896 |
| ----- | ----- | ----- | ----- | ----- | ----- | ----- | ---- | ---- |
| 1 176 | 1 191 | 1 187 | 1 146 | 1 113 | 1 045 | 1 003 | 925  | 822  |

| 1901 | 1906 | 1911 | 1921 | 1926 | 1931 | 1936 | 1946 | 1954 |
| ---- | ---- | ---- | ---- | ---- | ---- | ---- | ---- | ---- |
| 750  | 700  | 672  | 545  | 541  | 526  | 510  | 503  | 475  |

| 1962 | 1968 | 1975 | 1982 | 1990 | 1999 | 2004 | 2006 | 2009  |
| ---- | ---- | ---- | ---- | ---- | ---- | ---- | ---- | ----- |
| 446  | 414  | 427  | 483  | 628  | 739  | 932  | 974  | 1 199 |

| 2014  | 2019  | 2022  | - | - | - | - | - | - |
| ----- | ----- | ----- | - | - | - | - | - | - |
| 1 360 | 1 405 | 1 444 | - | - | - | - | - | - |

## Lieux et monuments
- Un beffroi carré coiffé d’un campanile très ouvragé du XVIIIe siècle.
- Vestiges d’enceintes médiévales.
- Les Trois Croix, érigées sur un point culminant au carrefour des limites de Fox-Amphoux, Montmeyan et Tavernes, ont été un lieu de procession ; on y trouve une table d’orientation.
- Église Saint-Cassien de Tavernes.

## Personnalités liées à la commune
- Max Régnier, acteur, auteur, directeur et metteur en scène de théâtre né à Tavernes (1905-1993).
- Gabriel Escudier (1906-1962), ancien maire de la commune, conseiller général, vice-président du conseil général, sénateur et député du Var.
- Albert Lebon (1908-1988), résistant français, Compagnon de la Libération. Mort et inhumé à Tavernes.
- Charles Fiterman, né en 1933, ministre des transports et d'État de 1981 a 1984 maire de Tavernes de 1989 à 2001 puis premier adjoint au maire de Tavernes Danielle Sault de 2001 à 2014.